# Pompmanstraat
De Pompmanstraat is een straat annex steeg in Amsterdam-Oost.
De straat is gelegen op het Borneo-eiland en is samen met het Botteliersplein bedoeld voor de voetgangers die verbinding zoeken tussen de Pythonbrug en Korte brug. De straat kreeg haar naam op 27 november 1996, gegeven door Stadsdeel Zeeburg. Ze vernoemde de straat naar het beroep pompman, verantwoordelijk voor de staat van de pompen in de machinekamer van een schip. De naam verwijst naar de vele schepen die hier aanmeerden of vertrokken; het schiereiland was onderdeel van het Oostelijk Havengebied, die naam werd na herontwikkeling als aanduiding voor de buurt gehandhaafd. De straat is ingeklemd tussen de Stuurmankade en Scheepstimmermanstraat, ook al verwijzingen naar de historie.
Alhoewel beide zijden van de straat bebouwd zijn, kent de straat slechts twee huisnummers, 2 en 4. De bebouwing aan het ultrakorte straatje (35 meter lang) werd ontworpen door een Spaans architectenbureau Miralles & Tagliabue. Zij lieten de woningen niet aansluiten op de aanpalende gebouwen van Stuurmankade en Scheepstimmermanstraat. De gebouwen zijn namelijk net iets hoger dan gebouwen in de directe omgeving. De gebouwen aan wat de oneven zijde had moeten zijn, hebben ingangen aan de genoemde kade en straat. Opvallend aan de bebouwing is de toepassing van meerdere kleuren baksteen.  

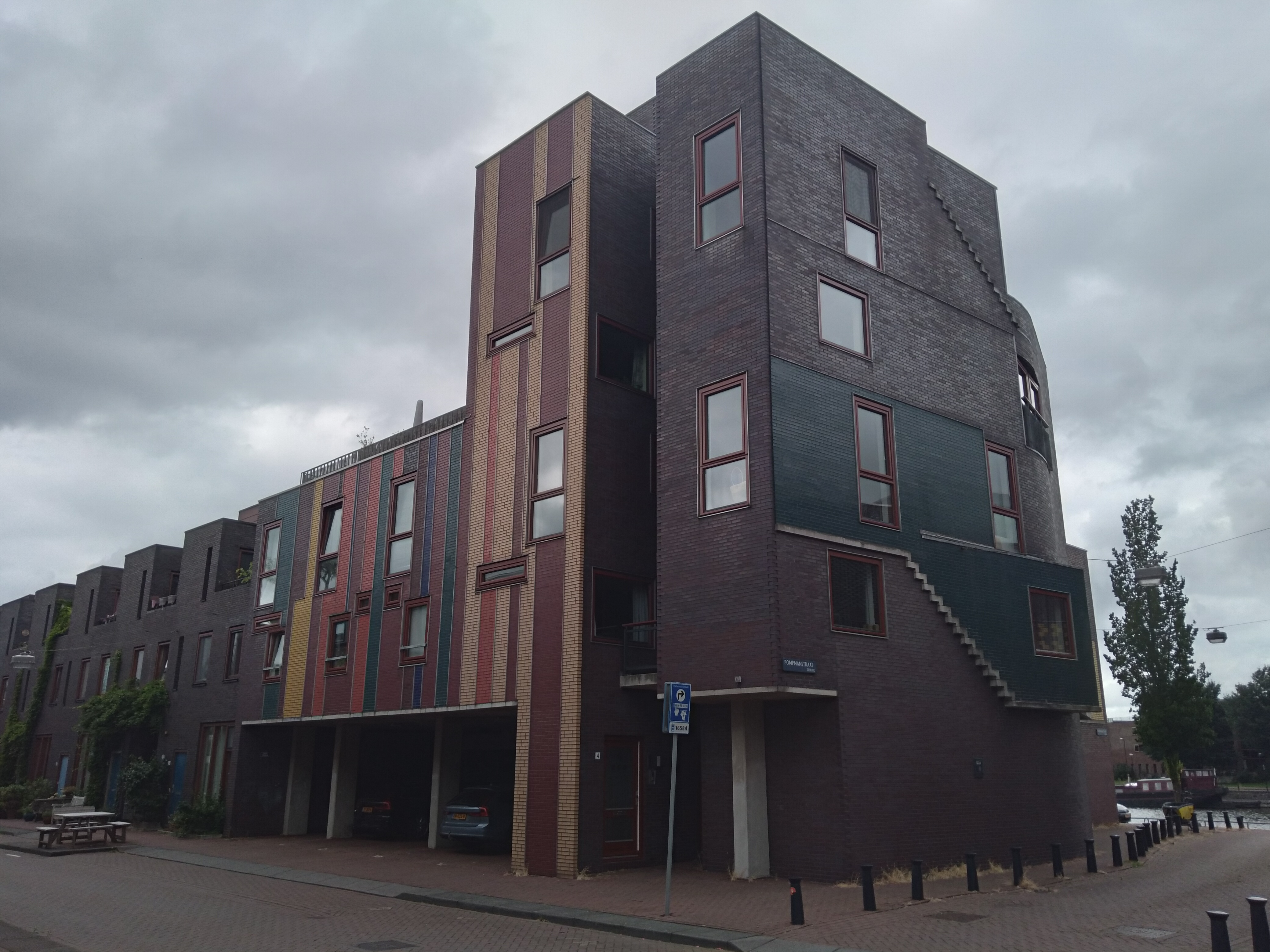
Hoekpand Pompmanstraat en Scheepstimmermanstraat (augustus 2021)